# Конкубинат
Конкубинат (лат. concubinatus) је појам се односи на стање парова који заједно живе у неформалној заједници без икаквих правних обавеза. Према модерним законима деца рођена у неформалним браковима, уз признање родитеља, имају иста права као и деца рођена у браку, а парови стичу одређена права слична брачним после одређене дужине заједничког живота (обично 2-5 година).
Израз потиче од латинског concubinatus, институције у старом Риму која је регулисала заједнички живот слободних грађана који нису хтели да ступе у брак, слично данашњим грађанским заједницама. Из овог традиционалног значења које се налази у римском праву долази савремена употреба конкубината као синонима за грађанску заједницу, која се користи у правном контексту. У неким земљама, попут Француске, конкубинат је службени назив који закон даје грађанским унијама.
Конкубинација је постојала у свим културама, иако је преваленција конкубинације, као и права и очекивања укључених особа донекле варирали, као и права потомака рођених из таквих односа. Конкубинација се може успоставити добровољно, због недостатка укључених страна у склапање пуноправног брака, или ненамерно (нпр. ропство). У робовласничким друштвима већина конкубина биле су робиње, често називане „робиње конкубине”. Такав конкубинат се кроз историју практиковао у патријархалним културама.
У прошлости је жена која је била укључена у конкубинат називана конкубина, мушкарац као „љубавник или „покровитељ” (у зависности од асиметрије пара). Посебно међу краљевском породицом и племством, жена у таквим односима обично се описивала као љубавница. У данашњем енглеском језику, термин „конкубина” се типично односи или на сексуалну робињу или љубавницу.

## Историјат
Конкубинат је посебан облик брачне везе који је постојао у старом Риму. Узрок његове појаве вероватно је забрана, коју су издали у 6. и 7. веку представници виших сталежа у Риму, да се ступа у потпун римски брак са лат. personae infames, али им је било дозвољено са таквима ступати у непотпуни брак, конкубинат. У споразуму о конкубинату су се налазила схватања о оцу, мајци и деци. У њему су такође признати и имовински односи, тако да деца рођена у конкубинату наслеђују оца и мајку. 
Са развојем хришћанства, конкубинат се изједначује са развратом, чак се против њега уводе и казнене мере, које Рим није познавао. То је трајало до краја 19. века, када наступају неке промене у односу према конкубинату и одговарајуће измене у законодавству.

## Древни Блиски исток

### Месопотамија
У Месопотамији је био обичај да стерилна жена мужу даје робињу као конкубину да рађа децу. Статус таквих конкубина био је двосмислен; обично се нису могле продати, већ су остајале супругине робиње. Међутим, у касном вавилонском периоду постоје извештаји да би се конкубине могле продати.

#### Асирија
Генерално, брак је био моногаман. „Ако након две или три године брака супруга није родила дете, мужу је било дозвољено да купи робињу (коју је могло да изабере и супруга) како би произвео наследнике. Ова је жена, међутим, остала робиња и никада није стекла статус друге супруге.”
Средњи асирски период (14–11 век пне)
У средњем асирском периоду главна супруга (ассату) носила је вео на улици, као и конкубина (есирту) ако је била у пратњи главне супруге или ако је била удата. „Ако мушкарац у јавности прикрије велом своју конкубину, декларишући „она је моја жена“, та жена ће бити његова супруга.” Било је незаконито да неудате жене, проститутке и робиње да носе вео на улици. „Деца конкубине била су нижег ранга од потомака супруге, али су могла да наследе, ако је брак остао без деце.

### Египат
Док је већина старих Египћана била моногамна, мушки фараон би поред велике царице имао и друге, ниже жене и конкубине. Овај аранжман би омогућио фараону да ступи у дипломатске бракове са кћеркама савезника, како је то био обичај древних краљева. Конкубинажа је била уобичајено занимање жена у старом Египту, посебно талентованих жена. У захтеву за четрдесет конкубина од стране Аменхотепа III (око 1386-1353. п. н. е.) човеку по имену Милкилу, кнезу од Гезера, наводи се:
„Ево, послао сам вам Хању, комесара стрелаца, са робом како би имао лепе конкубине, тј. ткаље. Сребро, злато, одећу, све врсте драгог камења, столице од слоноваче, као и све добре ствари, вредно 160 дебена. Укупно: четрдесет конкубина - цена сваке конкубине је четрдесет сребра. Зато пошаљите веома лепе конкубине без мане.”
 Конкубине би се држале у фараоновом харему. Аменхотеп III је држао своје конкубине у својој палати у Малкати, која је била једна од најраскошнијих у историји Египта. Сматрало се да је краљ заслужан многих жена све док се бринуо и за своју Велику краљевску супругу.